# Festival narečnih popevk 2001
32. festival narečnih popevk je potekal v soboto, 22. septembra 2001, v mariborski dvorani Tabor. Festival je po 3 letih premora spet obudil Radio Maribor skupaj z agencijo Geržina Videoton. Vodila sta ga Smilja Baranja (v prekmurščini) in Jure Ivanušič kot Marjanček Sagadin (v štajerščini). V tekmovalnem delu je nastopilo 16 izvajalcev, ki jih je spremljal Big band RTV Slovenija pod dirigentsko taktirko Lojzeta Krajnčana:
| #   | Izvajalec                 | Naslov pesmi              | Avtor glasbe           | Avtor besedila              | Avtor aranžmaja    |
| --- | ------------------------- | ------------------------- | ---------------------- | --------------------------- | ------------------ |
| 1.  | Vesele Štajerke           | Čuj kaj ste nore          | Mike Orešar            | Janez Hvale                 | Mike Orešar        |
| 2.  | Ansambel Tramontana       | Koštabona vasica moja     | Bojan Lavrič           | Bojan Lavrič                | Patrik Greblo      |
| 3.  | Platin                    | Rožar za ljubezen         | Edvin Fliser           | Metka Ravnjak-Jauk          | Milan Ferlež       |
| 4.  | Skupina Metulj            | Hej, hej lidje            | Robert Režonja         | Robert Režonja              | Vlado Batista      |
| 5.  | Marijana Mlinar           | Muoj kralj Matjaž         | Edvin Fliser           | Mira Ozvatič-Žveplan        | Dečo Žgur          |
| 6.  | Happy Band                | Gnar ni vse               | Franci Podbrežnik      | Franci Podbrežnik           | Danilo Ženko       |
| 7.  | Frajkinclari              | Naša fara                 | Miran Waldhütter       | Dušan in Silvija Waldhütter | Slavko Avsenik ml. |
| 8.  | Tomaž Domicelj in Basisti | Bog me še na mara         | Tomaž Domicelj         | Tomaž Domicelj              | Milko Lazar        |
| 9.  | Natalija Kolšek           | Gremo po globaje          | Boris Rošker           | Miroslav Slana - Miros      | Lojze Krajnčan     |
| 10. | Vitezi Celjski            | Iz stare pukše nov patron | Bojan Zeme             | Vera Šolinc                 | Vlado Batista      |
| 11. | Milan Petrovič            | Štajerski dež             | Milan Petrovič         | Milan Petrovič              | Marjan Golob       |
| 12. | Ana Dežman                | Oj uatrak muj             | Patrik Greblo          | Patrik Greblo               | Patrik Greblo      |
| 13. | Štajerskih 7              | Čuj ti                    | Boris Rošker           | Vinko Šimek                 | Lojze Krajnčan     |
| 14. | Dvojčici z Janezom        | Enčink počak              | Igor Podpečan          | Vera Šolinc                 | Igor Podpečan      |
| 15. | Milan Pečovnik - Pidži    | Dons zvčer dčva moja si   | Milan Pečovnik - Pidži | Milan Pečovnik - Pidži      | Milan Ferlež       |
| 16. | Ansambel Modrijani        | Ne bi švoh                | Jože Skubic            | Vili Bertok                 | Milan Ferlež       |

### Nagrade
Nagrada za najboljšo skladbo po izboru občinstva
- Čuj ti (Boris Rošker/Vinko Šimek) – Štajerskih sedem

Nagrada za najboljšo skladbo po izboru strokovne žirije
- Naša fara (Miran Waldhütter/Dušan in Silvija Waldhütter) – Frajkinclari
- Bog me še ne mara (Tomaž Domicelj) – Tomaž Domicelj in Basisti

Nagrada za najboljšo izvedbo
- Marijana Mlinar (Muoj kralj Matjaž)
- Ana Dežman (Oj uatrak muj)

Nagrade za najboljše besedilo
- 1. nagrada: Vera Šolinc za Enčink počak (Dvojčici z Janezom)
- 2. nagrada: Robert Režonja za Hej, hej lidje (Metulj)
- 3. nagrada: Miroslav Slana - Miros za Gremo po globaje (Natalija Kolšek)